# 중설음
중설음(中舌音, central consonant)은 닿소리를 발음할 때 혀의 가운데 부분으로 공기가 나가면서 나는 소리. 모음에서 언급하는 중설음은 대부분 중설모음이다.
대부분의 자음이 중설음이다. 

## 한국어
종성 'ㄹ'을 제외한 모든 자음이 중설음이다.

## 같이 보기
- 조음 방법